# Salignac-de-Mirambeau
Salignac-de-Mirambeau – miejscowość i gmina we Francji, w regionie Nowa Akwitania, w departamencie Charente-Maritime.
Według danych na rok 1990 gminę zamieszkiwało 179 osób, a gęstość zaludnienia wynosiła 24 osoby/km² (wśród 1467 gmin regionu Poitou-Charentes Salignac-de-Mirambeau plasuje się na 816. miejscu pod względem liczby ludności, natomiast pod względem powierzchni na miejscu 968.).